# Lecanora pinguis
Lecanora pinguis är en lavart som beskrevs av Tuck. Lecanora pinguis ingår i släktet Lecanora och familjen Lecanoraceae.   Inga underarter finns listade i Catalogue of Life.